# Black Out (serie televisiva)
Black Out è una serie televisiva italiana diretta da Riccardo Donna nella prima stagione e da Fabio Resinaro e Nico Marzano nella seconda stagione, trasmessa in prima visione e in prima serata su Rai 1 dal 23 gennaio 2023 al 4 febbraio 2025, con protagonista Alessandro Preziosi. La prima stagione è intitolata Black Out - Vite sospese, mentre la seconda stagione è intitolata Black Out - Le verità nascoste.

## Trama
Valle del Vanoi, Vigilia di Natale del 2022.
Il broker finanziario Giovanni Lo Bianco, dopo la morte della moglie, decide di prendersi una vacanza in un lussuoso hotel in Trentino, il Grand Hotel Resort e spa Cima Paradisi, nel tentativo di trovare un po' di serenità per sé e i due figli: Riccardo ed Elena. Quando scopre che in una baita nella stessa valle è nascosta Claudia Schneider, testimone di giustizia sotto protezione per aver assistito a un omicidio camorrista a Napoli, progetta di ucciderla per evitare che i suoi figli scoprano chi è veramente e che il castello di menzogne costruito attorno alla sua carriera crolli: egli è infatti il fratello di uno spietato boss e, pur avendo cambiato cognome, è ancora invischiato negli affari di famiglia. Intanto, l'arrivo di una valanga rende isolata la valle: per il personale, i clienti e altri abitanti della valle inizia una convivenza forzata.
La seconda stagione inizia con l'arrivo di un elicottero del Soccorso Alpino su cui si trovano la geologa Migliori, il pilota Parri e l'ispettore di Polizia Guidi. Dopo un iniziale euforia per la speranza di salvezza iniziano ad emergere dubbi e ombre sui tre nuovi arrivati, soprattutto dopo che si scopre la presenza di militari russi che stavano compiendo operazioni geologiche segrete. 

## Episodi
| Stagione                              | Episodi | Prima TV |
| ------------------------------------- | ------- | -------- |
| Prima stagione - Vite sospese         | 8       | 2023     |
| Seconda stagione - Le verità nascoste | 8       | 2025     |

## Personaggi e interpreti

### Personaggi principali
- Giovanni Lo Bianco (stagioni 1-2), interpretato da Alessandro Preziosi.
Broker finanziario cresciuto nei bassifondi di Napoli. Dopo la morte della moglie va in vacanza in un lussuoso hotel in Trentino sperando di trovare un po' di serenità per sé e i due figli, Riccardo ed Elena. Quando scopre che in una baita nella stessa valle soggiorna anche Claudia, testimone di giustizia sotto protezione, progetta di ucciderla per evitare che i suoi figli scoprano chi è veramente e che il castello di menzogne costruito attorno alla sua carriera crolli: egli è infatti il fratello di uno spietato boss camorrista, e pur avendo cambiato cognome è ancora invischiato negli affari di famiglia. Quando però la figlia riporta un grave trauma cranico durante una valanga e Claudia, l'unica a poterla curare, offre loro supporto medico ed emotivo, Giovanni non sarà più così sicuro di dover portare a termine il piano.
- Claudia Schneider (stagioni 1-2), interpretata da Rike Schmid.
Primario di pronto soccorso di origine tedesca, Claudia è una donna dal carattere forte e di saldi principi morali. Dopo aver assistito a un omicidio camorrista a Napoli, viene inserita nel programma di protezione testimoni e nascosta in una baita nella Valle del Vanoi con la figlia Anita in attesa del processo. Non sa che Giovanni, fratello del boss che lei ha visto commettere l'omicidio, ha ricevuto l'ordine categorico di ucciderla. Inoltre nella valle si nasconde qualcuno che porta avanti un piano criminale, e per lei sarà difficile capire di chi fidarsi.
- Marco Raimondi (stagioni 1-2), interpretato da Marco Rossetti.
Meccanico ed ex marito di Claudia, giunge all'hotel con la nuova compagna Irene per riprendersi la figlia Anita. La vicinanza tra l'ex moglie e Giovanni fa ingelosire Marco e crea tensione all'interno della sua nuova relazione.
- Lidia Ercoli (stagioni 1-2), interpretata da Aurora Ruffino.
Appuntato della stazione locale dei Carabinieri, quando il maresciallo muore a causa della valanga rimane l'unica rappresentante delle forze dell'ordine alla valle. Divenuta carabiniere per compiacere il padre, col tempo Lidia scoprirà un amore e un'attitudine per la divisa che non pensava di avere.
- Irene Iancu (stagioni 1-2), interpretata da Caterina Shulha.
Giovane infermiera rumena e nuova compagna di Marco, che grazie alle sue conoscenze mediche si rivela un prezioso sostegno per Claudia e i feriti. Tuttavia, nasconde un lato oscuro che rischia di distruggere per sempre il suo rapporto con Marco.
- Karim (stagioni 1-2), interpretato da Mickaël Lumière.
Barista dell'hotel.
- Giorgio (stagione 1), interpretato da Massimo Mesciulam.
Cognato di Max, col quale è in rapporti molto tesi.
- Ruggero Volturno (stagione 1, guest stagione 2), interpretato da Giorgio Caputo.
Ospite dell'hotel e potenziale acquirente.
- Lorenzo Zanin (stagioni 1-2), interpretato da Riccardo Maria Manera.
Figlio di Sarah e Max, e fratellastro di Petra.
- Riccardo Lo Bianco (stagioni 1-2), interpretato da Federico Russo.
Figlio di Giovanni e fratello di Elena.
- Anita Raimondi (stagioni 1-2), interpretata da Juju Di Domenico.
Figlia di Claudia e Marco.
- Sarah (stagioni 1-2), interpretata da Magdalena Grochowska.
Proprietaria dell'hotel, moglie di Max e madre di Lorenzo.
- Petra Zanin (stagioni 1-2), interpretata da Maria Roveran.
Figlia di Miriam e Max, e sorellastra di Lorenzo.
- Silvia (stagioni 1-2), interpretata da Veronica Urban.
Alpinista ospite dell'hotel.
- Umberto Liberati (stagioni 1-2), interpretato da Alessandro Riceci.
Ospite dell'hotel.
- Andrea (stagioni 1-2), interpretato da Maurizio Fanin.
Cuoco dell'hotel.
- Luca (stagioni 1-2), interpretato da Eugenio Franceschini.
Maestro di sci.
- Max Zanin (stagione 1), interpretato da Fabio Sartor.
Proprietario dell'hotel, marito di Sarah e padre di Lorenzo e Petra.
- Elena Lo Bianco (stagioni 1-2), interpretata da Giulia Patrignani.
Figlia di Giovanni.
- Federica Guidi (stagione 2), interpretata da Adele Dezi.
Ispettore dei soccorsi.
- Sabrina Migliori (stagione 2), interpretata da Fiorenza Tessari.
Geologa dei soccorsi.
- Angelo Parri (stagione 2), interpretato da Alessio Vassallo.
Tenente dei soccorsi.
- Massimo (stagione 2), interpretato da Federico Tolardo.
Collega di Parri e figlio di Sabrina Migliori.

### Personaggi secondari
- Alessandro Piani (stagione 1), interpretato da Diego Facciotti.
Maresciallo dei Carabinieri che morirà a causa della valanga nel 1° episodio.
- Marianna (stagioni 1-2), interpretata da Sara Cianfriglia.
Moglie di Ruggero Volturno.
- Lara Liberati, interpretata da Isabella Alderighi (stagione 1) e da Chiara Cassiano (stagione 2).
Figlia di Umberto.
- Marta (stagione 1-2), interpretata da Camilla Martini.
Cameriera dell'hotel.
- Rocco Nisi (stagione 1), interpretato da Fabio Brescia.
Boss camorrista e fratello di Giovanni.
- Giovanni da ragazzo (stagione 1), interpretato da Andrea Palma.
- Rocco da ragazzo (stagione 1), interpretato da Federico Rossi.
- Hamid, interpretato da Karim Moussa Hafez (stagione 1) e da Samil Foudali (stagione 2). 
Bambino clandestino tenuto nascosto da Karim.
- Bashir (stagione 1), interpretato da Mohamad Khallouf.
Trafficante di clandestini.
- Anna (stagione 2), interpretata da Cristina Colonnetti.
Cognata di Umberto che lavora all'istituto di geofisica di Rovereto insieme a Sabrina Migliori.
- Moglie di Umberto (stagione 2), interpretata da Valentina Ghelfi.
- Natasha (stagione 2), interpretata da Marina Delmonde.
Soldatessa russa.
- Superiore di Natasha (stagione 2), interpretato da Dino Longo.
- Marcella Guidi (stagione 2) interpretata da Eleonora Panizzo. Sorella di Federica.
- Fidanzato di Marcella Guidi (stagione 2), interpretato da Riccardo Gamba.
- Adele (stagione 2), interpretata da Ginevra Pisani.
Compagna di Angelo Parri.
- Luana (stagione 2), interpretata da Antonella Civale.
- Ciro (stagione 2), interpretato da Ciro Petralito.

## Produzione
La serie è creata da Valerio D'Annunzio e Michelangelo La Neve, diretta da Riccardo Donna nella prima stagione e da Fabio Resinaro e Nico Marzano nella seconda stagione e prodotta da Rai Fiction, Èliseo Entertainment e Viola Film in collaborazione con Trentino Film Commission.

### Rinnovo
Il produttore della serie, Luca Barbareschi, durante una puntata de I fatti vostri, ha confermato la produzione per una seconda stagione.

### Riprese
Le riprese della prima stagione, dal titolo Black Out - Vite sospese, sono state effettuate per dodici settimane tra febbraio e maggio 2022 in formato 6K, in Trentino (San Martino di Castrozza, valico Passo Rolle, valli di Primiero e Vanoi, Canal San Bovo, Caoria, Mezzano, Imèr, Sagron Mis e Parco naturale Paneveggio - Pale di San Martino), a Roma e a Napoli.
Le riprese della seconda stagione, dal titolo Black Out - Le verità nascoste, sono state effettuate nei primi mesi del 2024 tra Primiero, San Martino di Castrozza, Valle del Vanoi, Sagron Mis, lago di Calaita, Malga Grugola, Canal San Bovo, Forte Buso e Val di Roda.

## Distribuzione
La serie è andata in onda in prima serata su Rai 1 dal 23 gennaio 2023 al 4 febbraio 2025: la prima stagione è stata trasmessa dal 23 gennaio al 6 febbraio 2023, mentre la seconda stagione dal 14 gennaio al 4 febbraio 2025.